# Déipyle
Dans la mythologie grecque, Déiphile, Déipyle ou Dipyle (grec moderne : Δείπυλη, Deipulē), fille d'Adraste et Amphithée, est la sœur d'Argie, l'épouse de Tydée et la mère de Diomède.

## Mythe
Déiphile est la fille d'Adraste, roi d'Argos et de Sicyone, et d'Amphithée ; elle a pour sœur Argie.
Lors de l'expédition des sept chefs contre Thèbes, Polynice, fils d’Œdipe, est marié à Argie, tandis que Déiphile est mariée à Tydée ; les hommes meurent pendant cette guerre[réf. nécessaire]. Argie et Antigone rendent les derniers devoirs à Polynice et s'attirent la colère de Créon ; elles sont mises à mort.
Ou lorsque Tydée et Polynice, exilés après l'expédition des sept chefs contre Thèbes, se réfugient à la cour d'Adraste, le roi d'Argos leur donne ses filles en mariage[réf. nécessaire].
Diomède, le fils de Tydée et Déiphile, deviendra un héros de la guerre de Troie.

## Dans la littérature
Au Chant XXII du Purgatoire — de Dante Alighieri, dans la Divine Comédie —, Virgile, dans une conversation avec le poète latin Stace nomme ses autres compagnons du limbe — premier cercle de l'Enfer dans lequel sont placées les personnes qui, n'ayant pas reçu le baptême et se trouvant privées de la foi, ne peuvent jouir de la vision de Dieu mais ne sont néanmoins pas punies pour un quelconque péché —, parmi lesquels se trouvent Déiphile et sa sœur Argie, Antigone et Ismène.